# Zacualpan de Amilpas
Zacualpan de Amilpas es una población del estado de Morelos, en México, cabecera del municipio de Zacualpan de Amilpas.

## Etimología
El vocablo Zacualpan proviene de tzacual-li, "cosa tapada", y pan, "encima", por lo que significa "sobre cosa tapada".
Una pirámide de cinco cuerpos, que los indígenas llamaban Tzacualli, junto con una mano colocada en el lado izquierdo, aparecen en el jeroglífico de este lugar. Partiendo de un análisis, los etimologistas proporcionan los significados siguientes: Olaguibel deduce: "Tzanalli", pirámide; "pan", sobre, es decir, “sobre la pirámide”.  Orozco y Berra dice: “Compuesto (el jeroglífico) de un Tzacualli, pirámide, con una mano encima, ideográfico derivado de Zaloa, hacer pared o engrudar, y de cualli, "cosa buena". Za-cualpan, "donde se hacen buenas paredes", "donde se construye bien". Tzácualpan, "sobre la pirámide". Pedro Estrada afirma: Tzacoalpan, lugar de agua detenida; etimología: Tzaualli, encerrar, detener; atl, agua; pan, lugar. Tzacualpan se compone, en mexicano, de Tzaualli, lo que se tapa, oculta o encierra algo; derivado de Tzada, tapar o cerrar algo (P. Molina) y de pan, que literalmente significa “en el encerradero o tapadero”.
Tlacotepec, por su parte, proviene del vocablo indígena náhuatl tlacotl, "vara, mimbre, jarilla", tepetl, "cerro" y co, sufijo locativo; se traduce como “cerro donde hay jarillas”.

## Historia
Una de las tribus nahuatlacas, la de los tlahuicas, cansada de soportar humillaciones por parte de los pueblos ya establecidos, comenzó a pelear contra ellos, venciéndolos a todos. Sahagún escribió en su “Historia General de las Cosas de la Nueva España” de este pueblo: "Estos tlahuicas son los que están poblados en tierras calientes, y son náhuas, de la lengua mexicana; dase en su tierra mucho algodón y ají, y todos los demás bastimentos y al presente se da en grandísima abundancia todo género de frutas de Castilla. Y están poblados hacia el mediodía,…"
En abril de 1521 los españoles vencieron a los tlahuicas, por lo que todos los pueblos sometidos por esta tribu quedaron bajo dominio de la Corona española.
La encomienda, que había fracasado en las Antillas, fue implantada por Hernán Cortés en México como una forma de proporcionar a los peninsulares un medio de subsistencia mediante los tributos y los servicios de los indios, a los que debían dar a cambio sustento e instrucción técnica y religiosa.

Los pueblos de Zacualpan, Huazulco, Temoac y Tlacotepec, que abarcaban una extensa porción de tierras, le fueron entregadas a Francisco de Solís, quien después fue gobernador de Yucatán, que se diferenció de la mayoría de los encomenderos, pues éstos se consideraban hidalgos y por ende tenían poca disposición para los trabajos de campo. Don Francisco dejó a un lado estos prejuicios y con una gran visión supervisó él mismo, el trabajo de sus tierras. Llegó a poseer en Zacualpan una enorme huerta, con gran variedad de árboles y fue tan importante que según Bernal Díaz del Castillo en su “Historia Verdadera de la Nueva España” como de "“Solís se decía el de la Huerta, porque tenía una muy buena huerta y sacaba buena renta de ella”".
El historiador Francisco del Paso y Troncoso, en su obra Papeles de la Nueva España nos da una idea de Zacualpan en aquella época. "“… tiene ciento ochenta hombres; este pueblo es algo caliente. Es todo regadío, danse todas las frutas de Castilla y de la tierra: en este pueblo está la huerta grande de Solís…”" Y hace mención también de lo que se producía "“… tiene grandes sierras y algunos llanos buenos y buenos pastos para ganados mayores; tiene buenas tierras para labranza así de trigo como de maíz y de las demás semillas de la tierra. Tiene algunas tierras de riego y se da miel; tiene minas en sus territorios de plata…”". También las había de fierro por lo que Orozco y Berra afirma que fue en esa zona donde se realizaron los primeros ensayos para su fundición.
En el ámbito civil existieron grandes cambios, que modificaron los límites geográficos de lo que actualmente conocemos como el estado de Morelos.
Durante la época prehispánica los límites los imponía la tribu que en ese momento era la más poderosa. En la colonia el año de 1786, don José Gálvez, con autorización real de Carlos III, dividió la Nueva España en dos comandancias, tres gobiernos y doce intendencias. El actual Morelos quedó comprendido dentro de las intendencias de México y Puebla, perteneciendo Zacualpan a esta última.
En la época independiente, debido a la inestabilidad política, Antonio López de Santa Ana autorizó una comisión especial para acordar que Cuernavaca y Cuautla pasaran a formar parte del estado de Guerrero. Pero en 1857, la constitución los incorporó nuevamente al estado de México.
Durante el gobierno de Juárez, el estado se dividió en tres distritos militares. Muchos problemas terminaron cuando, por fin, en 1869 Morelos fue erigido en Estado. A partir de la promulgación de las leyes de reforma, en 1859, los bienes de la iglesia fueron vendidos tanto a particulares nacionales como extranjeros. Y los edificios destinados al culto religioso pasaron a ser propiedad de la nación. Desafortunadamente la ley de desamortización no produjo los efectos deseados, en cambio, muchos pueblos indígenas fueron despojados de sus tierras comunales, con lo que se fortalecieron los latifundios que más tarde habían de ser junto con otros factores, causa de la revolución.
En Zacualpan, además de registrarse importantes hechos de armas para el movimiento revolucionario, el zapatismo llevó a cabo una labor de gran importancia en el campo de la educación como lo señala el político agrarista Antonio Díaz Soto y Gama, quien señala que: “ya en muchos pueblos se han establecido escuelas primarias que están funcionando con toda regularidad y en algunas regiones es tan grande el entusiasmo que existe por la educación, que no sólo se han establecido escuelas de niños, sino que, como sucede en Tochimilco, Puebla, y Jantetelco y Zacualpan, Morelos, se han instalado escuelas nocturnas para obreros adultos”.
A pesar del distanciamiento existente entre Zapata y Madero, el primero ordenó a su ejército una ofensiva general contra el usurpador Victoriano Huerta en octubre de 1913, siendo atacadas las plazas de Chilapa en Guerrero; Atlixco en Puebla y varios poblados de Morelos, entre ellos Zacualpan, donde el templo y el exconvento sirvieron de cuartel, tanto a las tropas federales como a las revolucionarias, por lo que el edificio sufrió serios deterioros y tiempo después quedó abandonado.
Ya en el siglo XX, durante las elecciones locales de 1976, se genera inconformidad de las diferentes comunidades hacia la cabecera municipal “Zacualpan de Amilpas” que consideraban, se imponía sobre los otros pueblos, sin concederles beneficio alguno, razón por la cual se inicia la organización de Amilcingo, Huazulco, Popotlán y la comunidad de Temoac, para separarse y formar un Municipio diferente. Después de un largo proceso político, y de la lucha de los ciudadanos, se logra el reconocimiento oficial del municipio de Temoac, el 17 de marzo de 1977 por decreto número 40 de la XL Legislatura del Estado de Morelos. A partir de ese momento el municipio de Zacualpan de Amilpas, se integró por la Cabecera Municipal y por la Localidad de Tlacotepec.

## Infraestructura

### Salud
Los servicios de salud se proporcionan a través de centros de salud existentes en la cabecera municipal y en el pueblo de Tlacotepec.

### Deporte
El deporte que se practica en el municipio es el fútbol y en segundo orden el básquetbol.
En la cabecera, se cuenta con cancha de fútbol y básquetbol.

### Vivienda
La arquitectura de Zacualpan de Amilpas corresponde a las poblaciones conocidas como “pueblo de españoles” por lo que presenta características más elaboradas, presentando al mismo tiempo la influencia de los siglos posteriores incluidos el XX.
La traza del centro de población (que es la correspondiente a la época más antigua) mantiene una plaza principal alrededor de la cual se ubican el convento, la casa de los poderes (actual ayuntamiento)  y las casas de las familias más poderosas e importantes en estos primeros tiempos. Los arroyos de las calles mantenían hasta hace poco tiempo sus empedrados a base de “piedra de río”.
La vivienda se caracterizaba a finales del siglo XIX  y primeras décadas del siglo XX por techos de teja de barro plana y de media caña, siendo las primeras las más abundantes formando parte al mismo tiempo de una de las características regionales; por lo general presenta una inclinación hacia el interior de la casa, y dos en las viviendas más alejadas del centro de población y que no presentan precisamente muros en colindancia a las calles, sino un esquema más rural de vivienda dentro de un lote con corrales para animales y labores para la siembra.
Las viviendas ubicadas alrededor de la plaza y colindando al acceso principal de la población, que en su momento correspondió al “camino real” presentan unos hermosos balcones con herrería y elementos decorativos barrocos y neoclásicos, el acceso principal comunica con un zaguán que a su vez comunica con un corredor de comunicación con los cuartos y/o habitaciones y el patio que la mayoría de las veces presenta un huerto.
Solo dos viviendas ubicadas frente al convento y la plaza sobre la calle principal presentan portales , y conservan aún, sus armarios y entrepaños de madera originales.
Los materiales que conformaban los muros de estas viviendas eran principalmente elaborados en adobe sobre rodapié de piedra en algunos casos se encuentra la introducción de ladrillo, lo que permitía junto con la vegetación de los patios, huertos y labores mantener un microclima agradable a pesar de su cercanía con el volcán Popocatépetl.

### Servicios públicos
Las comunidades del municipio cuentan con los servicios de agua potable, energía eléctrica, alumbrado público, vialidad pavimentada, mercado, rastro, panteón y oficinas municipales.

### Medios de comunicación
En cuanto a comunicaciones se cuentan con los servicios de telefonía fija y telefonía móvil, Internet, correo, telégrafo, así como señales de radio y televisión.

### Vías de comunicación
El municipio está integrado por una red carretera, siendo la principal vía la carretera estatal a Tlacotepec, viniendo de Temoac; así mismo cuenta con carreteras vecinales que unen a la cabecera municipal con las localidades del municipio.
y ahora en proyecto el entronque del Centro de Zacualpan de Amilpas con la Autopista siglo XXI Puebla

## Atractivos

### Monumentos históricos
- Convento de la Inmaculada Concepción de Zacualpan de Amilpas de la orden de los agustinos
- Hacienda de Chicomocelo
- Templo de Nuestra Señora de la Asunción
- Hacienda de Cuautepec

## Fiestas, danzas y tradiciones

### Fiesta Patronal en honor a la Virgen del Rosario
La Mojiganga es una celebración popular que se realiza el último domingo de septiembre desde hace muchas generaciones, con la cual dan inicio los festejos en honor de la Virgen del Rosario en la comunidad de Zacualpan. Se tiene conocimiento de que al menos cumple 180 años.
La mojiganga consiste en un desfile de comparsas o "grupos" de personas organizados que se disfrazan con materiales de la región y con un mismo fin escénico, mismos que realizan el recorrido danzando al compás de ritmos que, al azar, toca la banda de viento que los acompaña. Esta Mojiganga, aparte de conglomerar alrededor de veinte bandas de viento y un aproximado de treinta comparsas, también incluye alrededor de veinticinco carros alegóricos, que generalmente deben llevar un tema religioso. Este recorrido que se da por las principales calles de la comunidad tiene como destino final la explanada del centro de Zacualpan donde, reunidas ya todas las bandas y todas las comparsas, bailan todos el tradicional baile del Chinelo.

#### Primer domingo de octubre
El primer domingo de octubre, el pueblo de Zacualpan de Amilpas, y más exactamente la iglesia de la Inmaculada Concepción, es sede de la fiesta Patronal de la Virgen del Rosario.
Esta tradición, que es meramente religiosa, organiza este día una serie de actividades únicas en la región desde hace muchas generaciones, de entre las que destacan la participación de los voladores de Papantla, los coloridos tapetes de flores y acerrín que se ponen en las principales calles del pueblo para que pase la procesión de la Virgen del Rosario y en la noche, para concluir el día, los tradicionales Juegos pirotécnicos.

### El Tiangis dominical y El Trueque
Por sus características geográficas e incluso históricas, Zacualpan de Amilpas ha destacado en la región oriente y se ha convertido en un importante punto de encuentro comercial y cultural a través de su tianguis dominical.
La palabra  Tianguis proviene del náhuatl "tianquiztli", que significa feria o mercado entre los nahuas, establecido en días determinados, en donde se reunían los vendedores de los pueblos de los alrededores para ofrecer sus productos en la plaza.
El tianguis se efectuaba en todas las ciudades de cierta importancia cada cinco días. Cada tianguis tenía señalada unacomarca]], constituida por pueblos vecinos, desde la que debían acudir los vendedores.
En la actualidad el trueque en Zacualpan de Amilpas se lleva a cabo dentro del tianguis todos los días domingos de seis de la mañana a las doce del día. Se trata del único sistema de comercio prehispánico que sobrevive hasta la fecha y que mantiene todas sus características de organización y simbolismo de la población local. En general se truecan los productos que producen otros municipios del oriente del estado de Morelos y algunos de Puebla, como son frutas y verduras, alfarería
, animales, minerales, plantas, semillas, hierbas medicinales, productos astronómicos y aperos de labranza. Con toda certeza podemos afirmar que este uso y costumbre proviene desde la época prehispánica, seguramente desde el periodo preoclasico (700 a 1000 a. C.).

### Las Malinches
La celebración de Las Malinches es un evento que se desarrolla en el marco de las fiestas de Independencia, en el centro de la comunidad de Tlacotepec, es decir, culmina el 16 de septiembre de cada año. Tiene una connotación indígena y mestiza, en tanto que contiene representaciones de ambos. Las jovencitas y niñas de la localidad ensayan cantos, declamaciones y danzas alusivas a esta celebración. Al final, los familiares de las participantes regalan tamales a los asistentes. Las familias se reúnen a planificar el evento desde semanas antes, así como las autoridades de la comunidad para facilitar la realización de toda la celebración. Se identifican con las actividades de los indígenas y de los mestizos en la época de la conquista y tratan de traducir las mejores de las posturas a la actualidad.

### Tradicional Fiesta patronal de la Virgen de la Asunción
A partir del día primero de agosto y hasta el 16 de agosto el poblado de Tlacotepec se viste de gala con una de las fiestas más importantes de la región. La fiesta de Tlacotepec que recibe las tradicionales procesiones de los pueblos de la región, también es sede de la feria que llena las principales calles del pueblo de una gran diversidad de productos. Bailes gratuitos, pirotecnia, carreras de caballos y juegos tradicionales llenan de colorido ésta festividad.
Dirección Turismo Zacualpan

## Música
Banda de viento y chinelos.

## Gastronomía
Alimentos: Mole verde de pepita (pipián) con tamales de ceniza, mole rojo de guajolote, cecina con queso, crema y salsa verde, barbacoa de cabrito etc.
Bebidas: Son famosas las bebidas de aguardiente de caña denominadas los amargos y tejuino.

## Centros turísticos

### Museo Zoloxuchitl
Museo Comunitario Xolozuchitl
Plaza constitución n.º 1
Planta baja de la Ayudantia Municipal
Colonia Centro
Tlacotepec,
Zacualpan Morelos.
Tel: 01 731 170 40 85

### Convento de la Inmaculada Concepción
La historia de la conquista espiritual de Zacualpan se inicia cuando en 1533 el vicario provincial, fray Francisco de la Cruz, mando a Jorge de Ávila y Jerónimo de san Esteban a evangelizar la región de Tlapa y Chilapa en la parte oriental de Guerrero.  En 1535 reunidos los dos frailes, iniciaron el convento en Zacualpan junto a la barranca del Amatzinac, bajo la advocación de la inmaculada Concepción de María. En su primera etapa el templo era una construcción muy sencilla; pero cuando llegó fray Juan Cruzat afamado como uno de los mejores arquitectos de la orden agustina, templo y convento fueron notablemente mejorados, obteniendo en 1550 el reconocimiento del virrey.
Fundado en el año de 1535 y terminado alrededor de 1567, el monasterio es atribuido a Fray Juan Cruzat. De lo que hoy vemos en este conjunto, lo más antiguo es el claustro. La capilla abierta, de tipo escenario, es decir, levemente elevada del atrio, con su gran arco de medio punto, se ve anexada posteriormente al convento, junto con el pórtico adyacente, de dos arcos de menores dimensiones.
El templo, con muchas intervenciones posteriores a su fundación, presenta la característica de tener una capilla lateral, hacia el norte, dedicada a la Virgen del Rosario, edificada en pleno siglos XVIII - XIX, al igual que las capillas posas, en las esquinas del atrio elevado sobre nivel de calle y cuyos accesos están logrados mediante rampas y escaleras.
Este monumento del siglo XVI fue construido sobre un basamento prehispánico, en el que se utilizaron diferentes estilos arquitectónicos.  El monasterio cuenta con un templo, un claustro bajo del que se encuentra la sala capitular, la sala de profundis, el refectorio o comedor, la cocina y bodegas. En la parte frontal del conjunto se encuentran una capilla abierta, la portería y el portal de peregrinos, mientras que en el claustro alto se encuentran las celdas de los monjes.
Ubicada en el lado norte del templo se encuentra la capilla del Rosario de hermosa manufactura con características formales y estilísticas del S XVIII.
Al lado derecho de la nave principal del templo se ubica la Capilla de las Ánimas, la que alberga en su interior desde 1968 una pila bautismal de estilo “Tequitqui” que data del siglo XVI.

### Hacienda Cuautepec
Durante el S XVI es fundada la Hacienda de San Nicolás Cuautepec, por religiosos jesuitas, que destinaban el producto de los cultivos para el mantenimiento del colegio San Pedro y San Pablo de la Cd. de México.
La estructura de la hacienda giraba en torno a la producción y procesamiento de la caña de azúcar, en donde el agua era el elemento indispensable para su buen funcionamiento. Para hacer llegar el agua a todos los terrenos cultivados, diseñaron un extraordinario sistema de riego a través de la construcción de magníficos acueductos posteriormente se introdujo el cultivo del trigo en forma alternativa.
A partir del S XVII la hacienda dominaría la organización socioeconómica de la región, que poco a poco fue ganando gran parte del territorio zacualpense; además la hacienda disponía del control sobre el agua, según sus conveniencias, creando hostilidad con el pueblo de indios.
Al núcleo administrativo se le llamó casco, en él se encontraba la residencia del propietario, las oficinas, el ingenio, una capilla y las viviendas de los trabajadores permanentes.
La expropiación de la hacienda a principios del S XX la hacienda se encontraba en su mejor etapa productiva, su dueño era el señor Luis García Pimentel que también era dueño de la hacienda Santa clara (actualmente Montefalco). Terminada la revolución cae el sistema de las haciendas y la propiedad pasa por diferentes dueños hasta que el pueblo reclama los derechos de posesión iniciándose así los trámites para su expropiación, declarada como tal el 22 de septiembre de 1966. Sin embargo, los campesinos no pudieron tomar posesión físicamente de la propiedad, sino hasta el año de 1975 cuando instalaron la Escuela Secundaria técnica 12 de Zacualpan de Amilpas.

### Hacienda Chicomocelo
Su nombre significa “Lugar de los sietes jaguares o donde jugueteaban los jaguares”. Está localizada en la comunidad de Tlacotepec, aproximadamente a un kilómetro del centro de esa localidad. Esta construcción registra sus inicios a principios de 1600 y fue edificada por religiosos jesuitas. Su terminación se dio en el año de 1650. Con la llegada de los españoles, se impulsó en la región la fundación de distintos centros industriales y es así como la orden jesuita construye Chicomocelo en el siglo XVII. El Archivo General de las Indias que se encuentra en Sevilla España, señala a Chicomocelo como sede de trapiches para la extracción del melado y su posterior conversión en azúcar.
Asimismo, en esta hacienda había enormes piedras que eran empleadas para la molienda del trigo. Estas piedras fueron movidas al centro de Tlacotepec con el fin de resguardarlas y exhibirlas a los turistas. Existe la posibilidad de que un fuerte sismo haya hecho incosteable su reconstrucción, lo que llevó a su abandono poco antes de la Guerra de Independencia.
La zona donde está situada esta exhacienda está llena de valles, lomeríos y barrancas que fueron el hábitat del venado, distintas especies de aves, del cuetlachtli (conocido como lobo mexicano), tlacuaches, conejos y también del jaguar. Al visitar esta construcción, es inevitable sentirse contagiado del ambiente colonial y ser transportado a los escenarios donde se desarrollaron múltiples leyendas que transmitidas de boca en boca. Justo enfrente de Chicomocelo se encuentra una presa que adorna aún más el paisaje ya de por sí bello del lugar.

## Hermanamientos
- Big Spring, Texas, Estados Unidos
- Camaguey, Provincia de Camagüey, Cuba(2011)[6]
- Pharr, Texas, Estados Unidos (2011)[7][8]